# Nota integrativa
La nota integrativa, secondo il codice civile italiano, è una parte integrante del bilancio d'esercizio. Ha il compito di integrare tutte le informazioni contenute nello stato patrimoniale e nel conto economico.

## Disciplina normativa
In Italia, il contenuto informativo minimo della nota integrativa è prescritto dall'Art. 2427 del Codice Civile, nonché - in via indiretta - da una serie di altre disposizioni "sparse" (si vedano, ad esempio, il 3º e il 4º comma dell'art.2423, l'art. 2423-bis e l'art. 2423-ter).
Le disposizioni contenute nell'art.2427 richiedono una serie di indicazioni che si possono così raggruppare:
1. indicazioni riguardanti i Criteri di valutazione. Le informazioni richieste consistono in una sintetica ma chiara e non equivoca illustrazione dei criteri applicati nella valutazione delle voci di bilancio, nelle rettifiche di valore (ammortamenti e svalutazioni) e nella conversione dei valori sorti in moneta estera.
2. indicazione dei movimenti nelle voci del patrimonio. Devono essere esposti i movimenti intervenuti nelle immobilizzazioni (materiali, immateriali e finanziarie) partendo dalla consistenza iniziale per giungere alla consistenza di fine esercizio. È fatto obbligo, altresì, di evidenziare le variazioni intervenute nella consistenza delle altre voci dell'attivo e del passivo, esplicitando in particolare la formazione e gli utilizzi che riguardano il Patrimonio netto, i Fondi per rischi e oneri e il TFR di lavoro subordinato. Devono altresì essere indicate la misura e le ragioni delle riduzioni di valore che sono state applicate alle immobilizzazioni immateriali di durata indeterminata, facendo riferimento alla loro futura utilità e, se determinabile, al loro valore di mercato.
3. composizione e dettaglio di talune voci del bilancio. Va indicata la composizione di alcune voci dell'attivo e del passivo patrimoniale, quali: i "costi di impianto e di ampliamento" e i "costi di ricerca, sviluppo e di pubblicità"; le partecipazioni in imprese collegate e controllate; i crediti e i debiti di durata superiore a 5 anni e i debiti assistiti da garanzie reali sui beni sociali; i ratei e i risconti (attivi e passivi); gli altri fondi e le altre riserve. Relativamente alle voci del Conto economico, devono essere esposti: se significativa, la ripartizione dei ricavi delle vendite per categorie di attività e per aree geografiche; la suddivisione degli interessi e altri oneri finanziari, indicati alla voce C17, relativi ai prestiti obbligazionari, verso le banche e altri; la composizione della voce proventi e oneri straordinari, quando il loro ammontare sia apprezzabile; l'ammontare degli oneri finanziari patrimonializzati; l'ammontare dei proventi da partecipazioni diversi dai dividendi; gli eventuali effetti significativi delle variazioni nei cambi delle valute estere verificatesi dopo la chiusura dell'esercizio. La Nota integrativa deve anche includere:
  - l'indicazione analitica delle voci di patrimonio netto, specificandone in appositi prospetti l'origine, le possibilità di utilizzazione o di distribuzione, nonché le utilizzazioni avvenute nei precedenti esercizi;
  - un prospetto delle differenze fiscali che determinano la rilevazione di imposte differite e anticipate, il quale fornisca una serie di informazioni su questo particolare aspetto.
4. informazioni diverse. Riguardano gli impegni assunti non evidenziati nei conti d'ordine dello Stato patrimoniale, il numero medio dei dipendenti, i compensi agli amministratori e ai sindaci, le varie categorie di azioni, di obbligazioni e di altri titoli emessi dalla società.

## Funzioni
Essa ha i seguenti scopi:
- completare i dati dei prospetti contabili (Stato patrimoniale e Conto economico), fornendo ulteriori informazioni quantitative e descrittive;
- motivare determinati comportamenti, soprattutto in merito alle valutazioni effettuate, alle deroghe a determinate disposizioni di legge, ecc.

## Contenuto
La nota integrativa deve indicare:
Contenuto obbligatorio
1) criteri applicati nella valutazione delle voci di bilancio;

4) variazioni intervenute delle voci dell'attivo e del passivo;

5) elenco delle partecipazioni;

6) ammontare globale dei debiti di durata residua superiore a cinque anni;

8) ammontare degli oneri finanziari imputati nell'esercizio a voci dell'attivo;

11) ammontare dei proventi da partecipazioni, diversi dai dividendi;

18) azioni di godimento, obbligazioni convertibili in azioni e titoli emessi dalla società, specificando il loro numero e i diritti che essi attribuiscono;
Contenuto che può essere omesso
2) movimenti delle immobilizzazioni;

3) composizione delle voci costi di impianto e di ampliamento, costi di ricerca, di sviluppo e di pubblicità;

7) la composizione delle voci "ratei e risconti passivi" e della voce "altri fondi" dello Stato patrimoniale, nonché la composizione della voce - altre riserve -;

9) impegni non risultanti dallo Stato patrimoniale;

10) ripartizione dei ricavi delle vendite e delle prestazioni secondo categorie di attività o secondo aree geografiche;

12) suddivisione degli interessi e altri oneri finanziari relativi a prestiti obbligazionari, a debiti v/banche e altri;

13) importo e natura dei singoli elementi di ricavo o di costo di entità o incidenza eccezionali;

14) motivi delle rettifiche di valore e degli accantonamenti eseguiti esclusivamente in applicazione di norme tributarie e relativi importi;

15) numero medio dei dipendenti, ripartito per categoria;

16) ammontare dei compensi ad amministratori e sindaci;

17) numero e valore nominale di ciascuna categoria di azioni, numero e valore nominale delle nuove azioni della società sottoscritte durante l'esercizio;

19) numero e caratteristiche degli altri strumenti finanziari emessi dalla società, con l'indicazione dei diritti patrimoniali e partecipativi che conferiscono e delle principali caratteristiche delle operazioni relative;

19-bis) altri strumenti finanziari emessi dalla società ripartiti per scadenza e con separata indicazione della clausola di postergazione;

20) valore e tipologia di beni e rapporti giuridici compresi in ciascun patrimonio destinato ad uno specifico affare, ivi inclusi quelli apportati da terzi, i criteri adottati per la imputazione degli elementi comuni di costo e di ricavo, nonché il corrispondente regime della responsabilità;

21) i dati relativi ai finanziamenti destinati ad uno specifico affare;

22) operazioni di locazione finanziaria che comportano il trasferimento al locatario della parte prevalente dei rischi e dei benefici che ne costituiscono oggetto;

22-bis) operazioni realizzate con parti correlate;

22-ter) accordi non risultanti dallo stato patrimoniale;

22-quater) fatti di rilievo avvenuti dopo la chiusura dell'esercizio;

22-quinquies)  nome e sede legale dell'impresa che redige il bilancio consolidato dell'insieme più grande di imprese di cui l'impresa fa parte in quanto impresa controllata e il luogo dove è disponibile la copia del bilancio consolidato;

22-sexies) nome e sede legale dell'impresa che redige il bilancio consolidato dell'insieme più piccolo di imprese di cui l'impresa fa parte in quanto impresa controllata e il luogo dove è disponibile la copia del bilancio consolidato;

22-septies) proposta di destinazione degli utili o di copertura delle perdite.